# Gymnomma diaphnoides
Gymnomma diaphnoides är en tvåvingeart som beskrevs av Charles Howard Curran 1925. Gymnomma diaphnoides ingår i släktet Gymnomma och familjen parasitflugor. Inga underarter finns listade i Catalogue of Life.